# Бородулино (Пермский край)
Бородулино — посёлок в Верещагинском районе Пермского края. Входит в состав Путинского сельского поселения.

## Географическое положение
Посёлок расположен примерно в 10 км к юго-востоку от административного центра поселения, села Путино. Одноимённая железнодорожная станция.

## Население
| 2010 |
| ---- |
| 1068 |

## Топографические карты
- Лист карты O-40-73 Кузьма. Масштаб: 1 : 100 000. Состояние местности на 1983 год. Издание 1984 г.